# Presidenti della Repubblica Ceca
Il presidente della Repubblica Ceca è il capo di Stato della Repubblica Ceca.

## Poteri
Il presidente della Repubblica Ceca ha un potere di veto, sulle leggi emanate dal Parlamento e può sciogliere la camera dei deputati fissando le nuove elezioni entro 60 giorni.
È il capo supremo delle forze armate.
Ha, inoltre, il potere di nominare i giudici della Corte suprema e i membri della Banca nazionale della Repubblica Ceca.

## Elezione
Nel 2011 è cambiata la modalità di elezione del presidente della Repubblica Ceca, passando dall'elezione da parte del parlamento in seduta comune, a quella da parte degli elettori. Il mandato ha una durata di 5 anni. Miloš Zeman è stato il primo capo di stato eletto con questo metodo, dopo il ballottaggio con Karel Schwarzenberg.

## Elenco dei presidenti della Repubblica Ceca
Questo è un elenco dei presidenti della Repubblica Ceca dal 1993 ad oggi.
     Indipendenti
     SPO
     ODS
| Presidente | Presidente   |        | Partito politico | Mandato         | Mandato         |
| Presidente | Presidente   | Inizio | Partito politico | Fine            |                 |
| ---------- | ------------ | ------ | ---------------- | --------------- | --------------- |
|            | Václav Havel |        | Indipendente     | 2 febbraio 1993 | 2 febbraio 2003 |
|            | Václav Klaus |        | ODS              | 7 marzo 2003    | 7 marzo 2013    |
|            | Miloš Zeman  |        | SPO              | 8 marzo 2013    | 8 marzo 2023    |
|            | Petr Pavel   |        | Indipendente     | 9 marzo 2023    | in carica       |